# Pesca del dorado

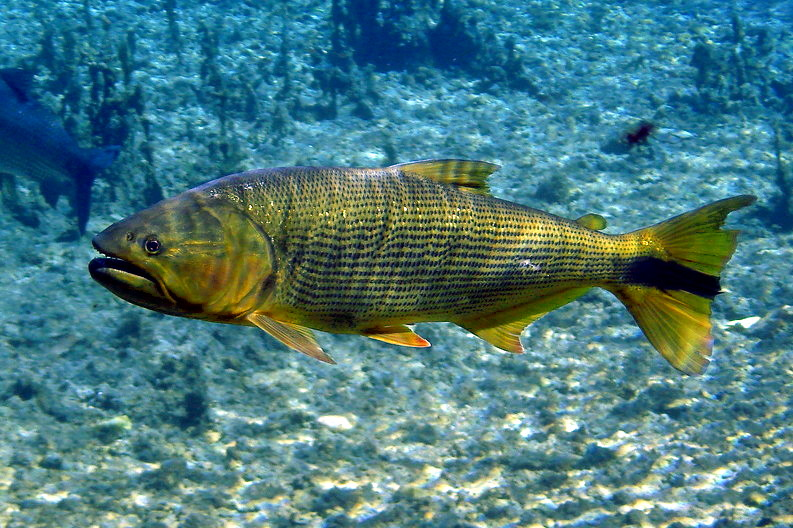
Ejemplar de dorado.

La pesca del dorado es una de las actividades de pesca deportiva con más aficionados en la Argentina y el Paraguay, consistente en la captura del dorado. Tiene su epicentro en el río Paraná, aunque también se lo encuentra en los ríos Paraguay, Uruguay y Bermejo. Algunos de los puntos que organizan torneos de pesca de este ejemplar son Paso de la Patria, Itá Ibaté y la Isla del Cerrito.

## El dorado
El dorado posee dientes afilados y una espectacular mandíbula que utiliza como arma de cacería. Lleva el nombre de dorado por el color oro de sus escamas y se lo conoce también con el nombre de tigre del Paraná, por la extraordinaria fuerza con que se resiste a la pesca. Puede pesar más de 20 kg y llegar a medir hasta 1 m. 
Es un depredador nato y agresivo, salta muy alto y antes de ser atrapado, ofrece una lucha formidable en donde se conjugan fuertes sacudidas y saltos. Se caracteriza además por ser un buen nadador, prefiere aguas de fuertes correntadas, donde encuentra buenas cantidades de oxígeno y mejores posibilidades de cazar y encontrar alimento.
El dorado acecha a su presa escondido bajo piedras o plantas acuáticas. Lo hace en bocas de arroyos y la fuerza y la agilidad con que actúa le permiten realizarla fácilmente. Se alimenta generalmente de sábalos, bagres, tarariras, palometas, cascarudos, anguilas, salmones, morenas y mojarras, peces pequeños que se mueven en cardumen. Gracias a su anatomía tiene la posibilidadad de ingerir presas de gran tamaño y realizar una ingestión rápida.

## La pesca
Las diferentes modalidades con el que el pescador cuenta son la mosca, spining, trolling, bait casting, o con carnadas. Aunque el dorado acostumbra a consumir todo aquello que se le ofrezca, tanto carnadas naturales como artificiales.
La pesca se puede realizar, tanto en lugares muy bajos como en aguas del río Paraná (que llega a tener diez metros de profundidad) y se obtienen los mismos resultados. El río crecido, el agua turbia o clara no dificultan la pesca, ya que este animal se adapta fácilmente. 
En la pesca deportiva, no existe otro pez que ofrezca una lucha tan dura como el dorado. La lucha entre el pescador y su presa suele durar largos minutos de adrenalina y tensión. La pesca del dorado es considerada como una de las mejores y más famosas a nivel mundial debido a la emoción que genera y a la belleza de la codiciada

### Pesca de dorado en Argentina
Los mejores lugares para encontrarlos son los ríos y arroyos de Argentina, especialmente en las regiones del Litoral en los ríos Paraná y Uruguay, como así también el río Dulce en Santiago del Estero, en el río Juramento de Salta y el río Bermejo que atraviesa Formosa entre otros. Estos cuerpos de agua ofrecen una gran variedad de hábitats para el dorado, desde corrientes rápidas hasta zonas de agua tranquila. 
La época del año para pescar dorado varía dependiendo de la región en la que se encuentre. En general, la mejor época para pescar dorado suele ser en los meses de primavera y verano, que van desde septiembre hasta marzo. Durante estos meses, el agua se encuentra en una temperatura adecuada para el dorado y las condiciones climáticas son ideales para la pesca.

## Fiesta de la Pesca del Dorado
La Fiesta Nacional de Pesca del Dorado se lleva a cabo en la localidad de Paso de la Patria. Es organizada por la Municipalidad de dicha localidad y se realiza en aguas del río Paraná. Consiste en exposiciones, concurso de pesca embarcada y de costa, espectáculos folclóricos, así como actividades recreativas, deportivas y culturales. Se premia al Equipo Mejor Calificado y a la Pieza Mayor, entre otros.
En el 2007, se realizó la primera fiesta nacional de “Pesca del Dorado con Captura y Devolución”. Aquellas que alcancen el tamaño y peso adecuada fueron extraídas ante la presencia de un fiscal que estuvo a cargo del control del cumplimiento de las leyes reglamento de pesca.

## Prohibición de la pesca indiscriminada del dorado
El dorado existía abundantemente en su hábitat, pero con el tiempo su población fue disminuyendo. Entre las causas se halla la sobreexplotación del río Paraná, los efectos negativos que produce en la fauna ictícola la represa de Yacyretá y la contaminación de las aguas por derrame de combustible o desechos tóxicos. 
En Argentina y Brasil está prohibida la pesca comercial del dorado, aunque no la deportiva. En Paraguay existe un proyecto de ley al respecto.